# Comuna Iasenivți, Zolociv
Iasenivți (în ucraineană Ясенівці) este o comună în raionul Zolociv, regiunea Liov, Ucraina, formată din satele Bonîșîn, Hîlciîți, Iasenivți (reședința) și Zalissea.

## Demografie
Componența lingvistică a comunei Iasenivți
     Ucraineană (99,39%)
     Alte limbi (0,61%)
Conform recensământului din 2001, majoritatea populației comunei Iasenivți era vorbitoare de ucraineană (99,39%), existând în minoritate și vorbitori de alte limbi.